# 5-2…再認識…
『5-2…再認識…』（ごのに さいにんしき）は、男闘呼組の6枚目のオリジナル・アルバム。1992年7月22日にBMGビクターから発売された。

## 内容
『5-1…非現実…』に続く3か月連続リリースアルバムの第2弾。
「THURSDAY MORNING」は本作の先行シングル。シングルに無かった、高橋のカウント声がイントロに入っている。

## 収録曲
全編曲：OTOKOGUMI & ATSUSHI（特記以外）
1. 彼ら
作詞・作曲:KAZUYA
2. 僕
作詞・作曲:SHOJI
3. 幻影
作詞・作曲:KENICHI
4. I LOVE YOU
作詞:ODAKE、作曲:SHOJI
5. THURSDAY MORNING
作詞・作曲:KAZUYA
6. 僕はみにくいアヒルの子
作詞・作曲:KAZUYA
7. みんな仲よし
作詞・作曲:KOYO
8. 夢への経路
作詞・作曲:KENICHI
9. ひろったハレンチ
作詞・作曲:KAZUYA
10. JAM
作詞:形屋武弘、作曲:SHOJI
編曲:KAZUYA, SHOJI & HIRAPON
11. 私と自分
作詞・作曲:KENICHI、編曲:KENICHI & HIS UNIT
12. 夢の入口
作詞・作曲:KAZUYA

## 参加ミュージシャン
- 前田耕陽 - ボーカル、キーボード
- 成田昭次 - ボーカル、ギター
- 高橋一也 - ボーカル、ベース
- 岡本健一 - ボーカル、ギター
  - 平山牧信- ドラム(#1 - 10, 12)
  - 本村隆充 - ドラム(#11)
  - KOHJI TARUI - ベース(#11)
  - 福場潤 - ギター(#11)
  - 小関純匡 - パーカッション(#5)
  - 田中厚- キーボード(#1 -10,12)